# Ivan Sunara
Ivan Sunara, né le 27 mars 1959 à Drniš, dans la République socialiste de Croatie, est un international yougoslave de basket-ball, évoluant au poste d'ailier. Après sa carrière de joueur, il est devenu entraîneur.

## Carrière

### Palmarès
- Médaille de bronze aux Jeux olympiques de Los Angeles